# Андрей Мураріу
Андрей Мураріу (рум. Andrei Murariu; 17 лютого 1986, Бирлад) — румунський шахіст, гросмейстер від 2006 року.

## Шахова кар'єра
2008 року в Муреку здобув бронзову нагороду чемпіонату Європи серед юнаків до 12 років, крім того 2004 року в Обреноваці — також бронзову на чемпіонаті Європи зі швидких шахів серед юнаків (в категорії до 18 років). Тричі здобував нагороди командних чемпіонатів Європи серед юнаків до 18 років: золоту (2002), срібну (2004) i бронзову (2003). У 2007 році вперше виступив за дорослу збірну Румунії на командному чемпіонаті Європи в Іракліоні.
Першу гросмейстерську норму виконав у 2003 році, наступні — у 2004 i 2006 роках (всі рази на турнірах, які відбулися в Бухаресті). Також до його успіхів належать: в Текіргіолі (2001, посів 1-ше місце), Галаці (2005, поділив 2-ге місце після Маріуса Манолаке i Владислава Неведничого), Будапешт (2005, турнір First Saturday-GM, поділив 1-ше місце разом з Давидом Берсешем), Байле Фелікс (2007, поділив 1-ше місце із, зокрема, Аліном Береску i Маріушем Манолаке), а також в Ефоріє (2007, посів 1-ше місце).
Найвищий рейтинг Ело дотепер мав станом на 1 листопада 2012 року, досягнувши 2529 пунктів посідав тоді 9-те місце серед румунських шахістів.

## Зміни рейтингу
| На цьому місці має відображатися графік чи діаграма, однак з технічних причин його відображення наразі вимкнено. Будь ласка, не видаляйте код, який викликає це повідомлення. Розробники вже працюють для того, щоби відновити штатне функціонування цього графіка або діаграми. | |
| | На цьому місці має відображатися графік чи діаграма, однак з технічних причин його відображення наразі вимкнено. Будь ласка, не видаляйте код, який викликає це повідомлення. Розробники вже працюють для того, щоби відновити штатне функціонування цього графіка або діаграми. |